# Gabrieli Qoro
Gabrieli Qoro (* 22. November 1970 in Serua) ist ein ehemaliger fidschianischer Leichtathlet.

## Werdegang
Qoro startete bei den Olympischen Sommerspielen 1992 in Barcelona im 100-Meter-Lauf sowie im Weitsprung. Im Sprint schied er dabei mit einer Zeit von 11,14 Sekunden als Siebenter im dritten Vorlauf aus. Auch im Weitsprung verpasste er die Qualifikation für das Finale und belegte mit 7,22 Metern am Ende nur Rang 41. Noch im gleichen Jahr setzte er mit 10,7 Sekunden über 100 Meter und 7,47 Meter im Weitsprung seine persönlichen Bestmarken.
Nach seiner aktiven Zeit trainierte Qoro in seiner Heimat Netball und engagiert sich im Kampf gegen die Krankheit AIDS. Zudem arbeitet er als Lehrer. Bis August 2011 war er Nationaltrainer im Netball. Im Anschluss übernahm er die U21-Auswahl.